# Gadi Eizenkot
Gadi Eizenkot, né le 19 mai 1960 à Tibériade, est un militaire israélien qui fut le chef d'état major des armées de Tsahal du 16 février 2015 
au 15 janvier 2019. C'est le premier chef d'état-major originaire du Maroc (Safi,,).

## Biographie
Sa mère est de Casablanca et son père de Marrakech. Il grandit à Eilat, étudie pour rejoindre la marine mais se tourne vers l'infanterie sur le Golan, et obtient un B.A. d'histoire de l'université de Tel Aviv puis rejoint le United States Army War College où il obtient un master,. Il retourne à l'université de Haïfa pour étudier les sciences politiques,.
Il est secrétaire militaire du chef du gouvernement et ministre de la Défense Ehud Barak de 1999 à 2001.
Il est ensuite commandant de la région militaire centre, qui comprend la Cisjordanie occupée, et la région nord, qui inclut les zones frontalières avec le Liban et la Syrie. Il se prononce à l'époque contre l'idée d'une attaque sur l'Iran qu'envisageait le premier ministre Benyamin Netanyahou, pointant le risque d'une guerre longe et d'une détérioration des relations avec les États-Unis.
Le gouvernement israélien annonce en décembre 2014 le nommer au poste de chef d'état-major, fonction qu'il occupe jusqu'en 2019. Il est à ce titre l’architecte de la « campagne entre les guerres », des bombardements menées par l’aviation israélienne en Syrie et au Proche-Orient contre des intérêts iraniens.
Le 1er novembre 2022, il est élu député à la Knesset pour la 25e législature qui commence le 15 novembre suivant.
Le 12 octobre 2023, à la suite de l'accord conclu entre le Premier ministre Benyamin Netanyahou et Benny Gantz pour la formation d'un cabinet d'unité nationale, il est nommé ministre sans portefeuille dans le gouvernement et observateur dans le cabinet de guerre. L'armée israélienne met en application la doctrine Dahiya, qu'il avait formulé en 2006, conduisant à la destruction de la ville de Gaza et à la mort de dizaines de milliers de civils,,. Le 7 décembre 2023, l'un de ses fils meurt à la suite de l'explosion de l'entrée d'un tunnel pendant la bataille de Jabaliya (en). Le surlendemain, c'est au tour d'un de ses neveux d'être tué par une charge explosive lors d'un raid contre une mosquée de Khan Younès. Il est un interlocuteur privilégié de l'administration américaine, étant considéré comme l’un des rares au sein de l’État israélien qui soient prêts à envisager l’après-guerre en termes politiques, sans pour autant soutenir la solution à deux États.
Le 9 juin 2024, Gadi Eizenkot, membre du Cabinet de guerre, démissionne après que le gouvernement israélien n'a pas réussi à prendre des décisions stratégiques liées à la reconstruction d'après-guerre de Gaza après l'expiration du délai le 8 juin.
Marié et père de cinq enfants, il vit à Herzliya.

### Doctrine Dahiya
Il formule en 2008 la doctrine dite de Dahiya, qui consiste à ne pas tenir compte des pertes civiles lors des bombardements israéliens sur des cibles ennemies et à ignorer le principe de proportionnalité de la force, fondements du droit de la guerre. Cette doctrine doit son nom au quartier chiite de Beyrouth, bastion du Hezbollah, systématiquement pilonné par l'aviation israélienne durant la guerre de l'été 2006 contre le Liban.
Peu après cette guerre, il déclare que ce qui « s'est passé à Dahiya arrivera dans chaque village à partir duquel on tirera vers Israël. Nous allons réagir de façon disproportionnée et provoquer d'importants dégâts. De notre point de vue, il n'y a pas villages civils, ce sont des bases militaires. »

## Honneurs et distinctions

### Décorations israéliennes
- Médaille de campagne de l'opération Paix en Galilée
- Médaille de campagne de la deuxième guerre du Liban
- Médaille de campagne de l'opération Bordure protectrice

### Décorations étrangères
- Commandeur de la Legion of Merit[19]